# Julian Unszlicht
Julian Maksymilian Unszlicht (ur. 10 stycznia 1883 w Mławie, zm. 1953 we Francji) – polski ksiądz katolicki pochodzenia żydowskiego.

## Życiorys
Wychował się w Warszawie w zasymilowanej rodzinie żydowskiej. Miał brata, Józefa, który został działaczem partii bolszewickiej i m.in. funkcjonariuszem policji politycznej GPU w ZSRR.
Uczęszczał do warszawskiej szkoły Pankiewicza-Trojanowskiego. Wyższe studia odbył na Politechnice Warszawskiej i Uniwersytecie Paryskim, który ukończył w 1910 z dyplomem licencjata praw. Brał udział w działalności konspiracyjnej w ramach SDKPiL (do 1905), za co wielokrotnie był ścigany przez policję carską i zmuszony do ucieczki za granicę. Później wystąpił przeciw idei niepodległości Polski, które jego zdaniem wynikało z pochodzenia przywódców – tzw. litwaków. W 1908 zbliżył się do niepodległościowej części ruchu socjalistycznego. Współpracował z czasopismem Myśl Niepodległa wydawanym przez Andrzeja Niemojewskiego. 
W maju 1912 przyjął w Misji Polskiej w Paryżu katolicyzm. Z wybuchem I wojny światowej zaciągnął się do armii francuskiej. W lipcu 1915 roku dostał się do niewoli niemieckiej i był uwięziony do końca wojny. Po zakończeniu wojny powrócił do Francji. W październiku 1920 rozpoczął studia w Seminarium Duchownym dla Spóźnionych Powołań w Meaux. 13 lipca 1924 został w Meaux wyświęcony na kapłana przez biskupa Gaillarda. Początkowo był profesorem w seminarium dla spóźnionych  powołań St. Jean. Od 1925, zamieszkując w Changis St. Jean, podjął posługę duszpasterską wśród  wychodźstwa  polskiego. We Francji jako ksiądz pracował wyłącznie dla Polaków. Za zasługi dla odzyskania wolności rząd polski odznaczył go Krzyżem Niepodległości.